# Folium de Descartes

Le folium de Descartes (en vert) et son asymptote (en bleu) pour a = 1.

Le folium de Descartes est une courbe algébrique mathématique en forme de nœud de ruban, définie par l’équation cartésienne {\displaystyle x^{3}+y^{3}-3axy=0.}

## Étymologie et histoire
Elle fut étudiée tout d'abord par Descartes et Roberval en 1638 (lors d'une correspondance avec Mersenne), puis par Huygens en 1672.
Cette courbe met en évidence les faiblesses de la méthode de Fermat dans la recherche des extremums d'une courbe algébrique.
Lors de leur étude, Descartes et Roberval se limitèrent à une boucle, ne considérant que les coordonnées positives (x > 0, y > 0) car ils pensaient que la boucle se répétait dans chaque quart de repère, à la manière des quatre pétales d'une fleur (d'où son nom de folium = feuille). 
La méthode de détermination des tangentes à la courbe fut ensuite proposée par Roberval.
La nature asymptotique des branches infinies ne fut établie qu'en 1692 par Huygens.

## Définition
Le folium de Descartes n'est en général pas défini par une propriété géométrique, c'est une cubique définie par :
- son équation cartésienne : 
{\displaystyle x^{3}+y^{3}=3axy}
- ou son équation polaire :
{\displaystyle \rho ={\frac {3a\cos \theta \sin \theta }{\cos ^{3}\theta +\sin ^{3}\theta }}}
- ou sa paramétrisation cartésienne :
{\displaystyle {\begin{cases}x&=&{\frac {3at}{1+t^{3}}}\\y&=&tx\end{cases}},t\neq -1}

a étant un réel quelconque.

## Propriétés
La courbe admet pour asymptote la droite {\displaystyle x+y+a=0}.
L'aire de la boucle est égale à celle du domaine situé entre la courbe et son asymptote, de valeur {\displaystyle {\frac {3a^{2}}{2}}} et cette courbe admet l'origine comme point double.
Hors de l'origine, la courbe admet une tangente verticale en (21/3a , 41/3a) et, par symétrie, une tangente horizontale en (41/3a , 21/3a).